# Портретно сликарство
Портретно сликарство је сликање портрета.

## Познати портретни сликари
Портрети на уљу, Мајкла Сидни Мур, умјетника из Лондона, слике портрета изгледају као фотографије снимљене изблиза. Свака бора, длака и пора могу се видјети на сликама и управо због тога подсјећају на фотографије. Умјетнику ја потребно од 8 - 12 недеља да направи један портрет на платну. Мајкл Сидни Мур своје портрете прво сними у студију па их онда преноси на платно. Слике портрета на први поглед изгледају као фотографије вјештог фотографа.